# الحسين السلاوي
الحسين السلاوي (4 أبريل 1918 – 16 أبريل 1951) هو مغني وملحن مغربي. اسمه الحقيقي الحسين بن بوشعيب. ولد بمدينة سلا ومنها جاء لقبه السلاوي الذي عُرف به في الميدان الفني. ويعتبر صاحب تأثير كبير على الموسيقى الشعبية المغربية الحديثة.

## النشأة
ولد الحسين بن بوشعيب في 4 أبريل 1918 بمدينة سلا. عندما كان طفلا، كان يتغيب عن المدرسة ليمارس الموسيقى بآلة مرتجلة في هدوء المقبرة. أصبح فنانًا مشهورًا في فن الحلقة في سن الثانية عشرة. تناولت موسيقاه مشاكل المجتمع الحضري الجديد في المغرب الناتج عن الحماية الفرنسية: تمزق النسيج الاجتماعي، والهجرة القروية، وتحويل السكان إلى طبقة بروليتارية. كان يتنقل ذهابًا وإيابًا عبر المغرب، مداويًا جراحه بموسيقاه.

## مسيرته الفنية
ترك هذا الفنان المبدع أعمالا خالدة، مازالت تحظى بقدر كبير من الاهتمام، خصوصا تلك التي تناول فيها مواضيع اجتماعية مثل الغش، والسرقة، والخيانة، والخداع والمكر، والكذب، والغربة، وهي أمور شاعت في أربعينيات القرن الماضي، إذ عانى المغرب كباقي شعوب العالم من تداعيات أزمة 1929 الاقتصادية العالمية، والحرب العالمية الثانية، التي أشار لها في إحدى أغانيه الأكثر شعبية الماريكان، بذكر نزول الأميركيين بشواطئ المغرب، خلال الحرب العالمية الثانية، بالإضافة في مجموعة من الأغاني مثل يا غريب ليك الله، وياموجة غني، وسبحان الله على من يقرا، إلا أن رائعة احضي راسك، التي تحدث فيها عن دهاء وغش، العروبية (البدو)، والتي ما زالت الأجيال ترددها، من أكثر أغاني الحسين السلاوي شعبية.
الحسين السلاوي أول من وضع اللبنات الأولى في صرح الأغنية المغربية. يعد الفنان المغربي الشعبي، الحسين السلاوي الذي فارق الحياة سنة 1951، عن عمر لم يتجاوز 30 سنة، من أكثر الفنانين الراحلين، الذين سكنوا وجدان المغاربة، وبصموا التاريخ الفني المغربي بتراث فريد ومتميز، رغم أن أغانية لم يتجاوز عددها الأربعين.

## بعض من أغانيه
- يا موجة غني
- حضي راسك
- الماريكان
- ها هو تاني
- غريب وبراني
- ماحلا النزاهة
- السانية والبير
- الكاس حلو
- سمرة وخمورية
- أش بلاني بيك
- يا غريب لك الله

## مرضه
في بداية الخمسينات، وبالضبط في يناير 1951 بدأ الحسين السلاوي يتأثر بأعراض المرض الذي حد من تحركاته وقدرته على التواصل مع جمهوره، ولم يجد بجانبه إلا زوجته التي لازمته كظله عندما توارى إلى الخلف، وكان يعاني من آلام شديدة، ولم تنفع معه حصص العلاج الشعبي ولا وصفات الأطباء. اضطر الفنان الحسين السلاوي إلى العودة إلى المغرب بعد أن استبد به المرض في فرنسا.
تدهورت حالته الصحية بشكل غريب ومعقد، حيث كان جسده هشا إلى درجة أن الأطباء نصحوه بالتمدد على فراش قطني، بل إن الطبيب الخاص الذي كلفه الملك الراحل محمد الخامس بإنقاذ حياة فنان الشعب، أكد في تقرير طبي بأنه لا أمل في شفائه، وأن حالته ميؤوس منها، فقد لاحظ الطاقم الطبي الفرنسي أن جسد الحسين يعرف تساقطا غريبا لجلده الذي نخره المرض، وعزا التقرير ذلك إلى انشغاله بالطرب وعدم عرض حالته الصحية على أطباء باريس قبل استفحال المرض الخبيث، حينها غادر المصحة وعاد إلى البيت.

## وفاته
انتقلت روحه إلى الرفيق الأعلى يوم الاثنين 16 أبريل 1951 بعد معاناة طويلة مع المرض، وتم دفنه في مقبرة سيدي بلعباس بسلا، حيث خرج سكان الرباط وسلا ومحبون من مدن أخرى، ليودعوه الوداع الأخير.
في أيامه الأخيرة أصر الحسين السلاوي أن يغني وهو على فراش المرض في عزلة تامة، آخر روائعه «يا غريب لك الله». وهي الأغنية التي جسدت معاناته على المستوى النفسي، وهو يعلم أن وفاته الوشيكة ستعرض أفراد أسرته للشتات.
ومن المفارقات الغريبة في حياة عائلة السلاوي، أن محمد السلاوي ابن الراحل ووارث سره الفني، قد توفي في نهاية سنة 2013 بنفس المعاناة مع المرض، بعد إصابته بورم في الدماغ ألزمه الفراش في باريس نفس المدينة التي عرفت سعادة وشقاء والده.

## الحسين السلاوي في السينما
قام نجله محمد السلاوي بتجسيد دوره في الفيلم السينمائي المغربي السراب للمخرج أحمد البوعناني سنة 1979.

## وصلات خارجية
- الحسين السلاوي على موقع ميوزك برينز (الإنجليزية)
- Houssine Slaoui : Lmaricane حسين السلاوي لماريكان على يوتيوب
- الحسين السلاوي- سمرة و خمورية على يوتيوب
- احضي راسك - المرحوم حسين السلاوي على يوتيوب
- اش بلاني بيك - المرحوم حسين السلاوي على يوتيوب